# IC 3239
IC 3239 ist eine irreguläre Zwerggalaxie vom Hubble-Typ Irr im Sternbild Jungfrau auf der Ekliptik. Sie ist schätzungsweise 30 Millionen Lichtjahre von der Milchstraße entfernt und hat einen Durchmesser von etwa 10.000 Lichtjahren. Unter der Katalognummer VCC 620 gilt sie als Mitglied des Virgo-Galaxienhaufens.

Im gleichen Himmelsareal befinden sich u. a. die Galaxien NGC 4313, NGC 4330, IC 3209, IC 3261.
Das Objekt wurde am 7. Mai 1904 von Royal Harwood Frost  entdeckt.